# Paolo Aureliano
Paolo Aureliano di Leon, o Pol de Léon, oppure Paolino Aureliano (Galles, ... – 573), è stato tra i sette santi fondatori della Bretagna, ed è venerato come santo dalla chiesa cattolica.
La sua Vita fu completata nell'884 da un monaco di Landévennec di nome Wrmonoc.

## Biografia
Paolo era figlio del capotribù Perfirio del Penychen (nel Glamorgan) (anche se forse si tratta di una confusione con re Paul Penychen). Era fratello di un certo Sidwell, che è stato a volte identificato con san Sidwell dell'Exeter. Paolo divenne pupillo di san Illtud a Llantwit Major e nell'isola di Caldey, come i santi Samson, Gildas e David.
Fondò monasteri in Bretagna (in Francia) a Lampol sull'isola di Ouessant, su quella di Batz (dove poi morì) nell'odierna città di Saint-Pol-de-Léon (nel Finistère). Là fu consacrato vescovo sotto l'autorità di re Childeberto dei franchi e fu il primo vescovo della diocesi di Saint-Pol-de-Léon. 
Alla sua morte, fu dapprima sepolto a Saint-Pol-de-Léon, ma poi il corpo fu trasferito a Fleury, vicino ad Orléans. 
Secondo G.H. Doble potrebbe essere san Paolino del Galles. 
Viene festeggiato il 12 marzo.